# Microtragus
Microtragus is een kevergeslacht uit de familie van de boktorren (Cerambycidae). De wetenschappelijke naam van het geslacht werd voor het eerst geldig gepubliceerd in 1846 door White.

## Soorten
Microtragus omvat de volgende soorten:
- Microtragus arachne Pascoe, 1865
- Microtragus basalis Lea, 1917
- Microtragus bicristatus Breuning, 1942
- Microtragus bifasciatus Lea, 1917
- Microtragus browni Carter, 1932
- Microtragus cristulatus Aurivillius, 1917
- Microtragus gazellae (Kriesche, 1923)
- Microtragus luctuosus (Shuckard, 1838)
- Microtragus mormon Pascoe, 1865
- Microtragus multituberculatus Breuning, 1954
- Microtragus quadrimaculatus Blackburn, 1892
- Microtragus senex White, 1846
- Microtragus tuberculatus Carter, 1934
- Microtragus unicristatus Breuning, 1942
- Microtragus waterhousei Pascoe, 1864